# 里達亞
里達亞，是愛沙尼亞瓦爾加縣特尔瓦市镇内的村庄，位於該國南部，曾是原珀德拉拉市镇的行政中心，處於首都塔林以南160公里，海拔高度91米，2012年該村庄人口242。